# 基拉·魯迪克
基拉·亞歷山德里芙娜·魯迪克（1985年10月14日—），烏克蘭政治人物，声音党现任领袖，2019年起担任乌克兰最高拉达议员。

## 生平
1985年10月14日，魯迪克在乌日霍罗德出生，2008年毕业于基輔莫訶拉院大學信息学院，获信息控制系统与技术学位。其后任职于乌克兰及美国的IT公司，从测试员晋升为高管。
2005年，魯迪克在麦基辅软件（Software MacKiev）公司开始IT生涯，2010年在MiMedia公司担任高管（中间在美国待了8个月），2013年后转到TechTeamLabs，直到2016年 。
2016年，任Ring Ukraine首席运营官。该公司为Ring Inc.旗下部门，2018年被亚马逊公司收购。
2019年烏克蘭議會選舉中，在声音党候选名单中排名第三的鲁季克胜选。2020年3月12日，魯迪克接任斯維亞托斯拉夫·瓦卡楚克担任声音党领袖。
2021年7月29日的党大会上，声音党的七名议员被开除党籍，其中五人已经向党部发去书面声明。消息指该五人对魯迪克的控制感到不满。